# Giovanni González
Giovanni González est un footballeur uruguayen né le 20 septembre 1994 à Montevideo. Il évolue au poste d’arrière droit au FK Krasnodar.

## Carrière

### En club
Il débute en 2014 à River Plate. En 2018, il signe à Peñarol.

### En sélection
Le 2 mars 2019, il reçoit sa première convocation avec l'Uruguay. Le 22 mars 2019, il joue son premier match contre l'Ouzbékistan en entrant à la 61e minute à la place de Diego Laxalt. 

## Palmarès
- Championnat d'Uruguay : 2018